# James Horan
James Horan, född 14 december 1954 i Louisville, Kentucky i USA, är en amerikansk skådespelare. På senare år har han främst agerat som röstskådespelare.

## Filmografi (urval)
- 2007 – Choose Connor
- 2000 – The Black Rose
- 1997 – Allyson Is Watching
- 1994 – Scanner Cop
- 1984 – Chattanooga Choo Choo

## Fotnoter
1. ↑  Internet Speculative Fiction Database, ISFDB författar-ID: 242838, läst: 9 oktober 2017.[källa från Wikidata]
2. ↑  Mymovies.it, Mymovies.it skådespelar-ID (föråldrad egenskap): 92341, läst: 4 april 2022.[källa från Wikidata]